# Цубата
36°40′7″ пн. ш. 136°43′42″ сх. д. / 36.66861° пн. ш. 136.72833° сх. д.
Цуба́та (яп. 津幡町, つばたまち, МФА: [t͡subata mat͡ɕi̥]) — містечко в Японії, в повіті Кахоку префектури Ісікава. Станом на 1 квітня 2009 площа містечка становила 110,44 км². Станом на 1 липня 2011 населення містечка становило 36 934 осіб.